# Native Deen
Native Deen è un gruppo musicale islamicon di Washington, D.C. La musica dei Native Deen combina stili hip hop e R&B con temi lirici fondati sull'Islam. Hanno tre album: Deen You Know, Not Afraid To Stand Alone e The Remedy (Native Deen album).

## La band e la sua musica
"Deen" in arabo significa "religione" o "stile di vita". Native Deen comprende Joshua Salaam, Naeem Muhammad e Abdul-Malik Ahmad, giovani musulmani nati e cresciuti nel Distretto di Columbia. La loro musica cerca di ispirare i giovani a mantenere la loro fede islamica tra le pressioni e le tentazioni della vita quotidiana. I membri del gruppo si identificano come musulmani e indossano abiti islamici tradizionali come kufi e shalwar kamiz. La loro musica caratterizza il sottogenere "positive hip-hop".

## Attività filantropiche
Alla terza edizione dell'annuale "Evening of Inspiration" di Islamic Relief, a Costa Mesa, in California, Naeem Muhammad ha raccontato un potente slideshow, proiettando immagini di bambini bisognosi e affamati di tutto il mondo per illustrare il motivo per cui l'Islam esige che i musulmani diano ai meno fortunati. Ha detto che Islamic Relief  "aiuta le persone più vulnerabili di tutti i ceti sociali". La gente non capisce quanto può fare un dollaro. Ecco perché questo evento è più di un semplice concerto - è una chiamata all'azione".

## Origine e sviluppo
I membri nativi di Deen si sono incontrati attraverso la Gioventù musulmana del Nord America (MYNA). Ognuno di loro è apparso su MYNA RAPS, un album prodotto per mettere in luce il lavoro di aspiranti cantautori musulmani. Salaam, Ahmad e Muhammad, che si esibivano come solisti, si sono uniti per formare i Native Deen.

## Discografia

### Album
| Anno | Titolo                    | Etichetta discografica |
| ---- | ------------------------- | ---------------------- |
| 2005 | Deen You Know             | Jamal Records          |
| 2007 | Not Afraid to Stand Alone | Jamal Records          |
| 2011 | The Remedy                | Jamal Records          |